# Dicrotendipes cordatus
Dicrotendipes cordatus är en tvåvingeart som beskrevs av Jean-Jacques Kieffer 1922. Dicrotendipes cordatus ingår i släktet Dicrotendipes och familjen fjädermyggor. Inga underarter finns listade i Catalogue of Life.